# Estación de Martutene
Martutene es un apeadero ferroviario situado en la ciudad española de San Sebastián en el barrio de Martutene. Forma parte la línea C-1 de la red de Cercanías San Sebastián operada por Renfe.  

## Situación ferroviaria
La estación se encuentra en el punto kilométrico 619,521 de la línea férrea de ancho convencional  que une Madrid con Hendaya a 6,04 metros de altitud. El tramo es de vía doble y está electrificado.

## Historia
La estación fue inaugurada el 1 de septiembre de 1863 con la puesta en marcha del tramo Beasáin-San Sebastián de la línea radial Madrid-Hendaya. Su explotación inicial quedó a cargo de la Compañía de los Caminos de Hierro del Norte de España, quien mantuvo su titularidad hasta que en 1941 fue nacionalizada e integrada en la recién creada RENFE. Desde el 31 de diciembre de 2004 Renfe Operadora explota la línea mientras que Adif es la titular de las instalaciones ferroviarias.

## La estación
Martutene es un simple apeadero compuesto por dos vías y dos andenes laterales ligeramente curvados. Dos pequeños refugios en cada andén están habilitados para los viajeros. El cambio de vía debe realizarse a nivel o accediendo directamente desde el exterior al andén deseado.

## Servicios ferroviarios

### Cercanías
Los trenes de cercanías de la Línea C-1 son los únicos que se detienen en la estación. 